# بطولة العالم للدراجات على المضمار 1903
بطولة العالم للدراجات على المضمار 1903 هي الدورة ال11 من بطولة العالم للدراجات على المضمار، أجريت في كوبنهاغن، الدنمارك.

## النتائج النهائية
| المسابقة                              | ذهبية                    | فضية                     | برونزية                |
| ------------------------------------- | ------------------------ | ------------------------ | ---------------------- |
| الرجال                                |                          |                          |                        |
| السرعة الفردية                        | Thorvald Ellegaard (DEN) | ويلي آريند (GER)         | Harie Meyers (NED)     |
| سباق مطاردة الدراجة النارية للهواة    | ادمون دايتونا (SUI)      | Vittorio Carlevaro (ITA) | رينولد هرتسوغ (GER)    |
| سباق مطاردة الدراجة النارية للمحترفين | Piet Dickentman (NED)    | Thaddäus Robl (GER)      | Alfred Görnemann (GER) |